# Giáp Văn Cương
Giáp Văn Cương (13 septembre 1921, province de Bắc Giang, Viêt Nam ; 27 mars 1990, Hanoï, Viêt Nam) était un amiral de la Marine populaire vietnamienne.